# Lammaslaht
Lammaslaht ist ein natürlicher See in der Landgemeinde Saaremaa im Kreis Saare, auf der größten estnischen Insel Saaremaa. 1,3 Kilometer südöstlich liegt das Dorf Võhma und zehn Meter westlich liegt die Bucht Küdema laht in der Ostsee. Der 6,3 Hektar große See besitzt einige Inseln.